# Высоцкий сельсовет
Высоцкий сельсовет — упразднённое сельское поселение в Петровском районе Ставропольского края Российской Федерации.
Административный центр — село Высоцкое.

## География
Территория сельского поселения располагалась в центральной части Петровского района. Расстояние от административного центра муниципального образования до районного центра — 50 км. Общая площадь территории — 291,79 км².

## История
Статус и границы сельского поселения установлены Законом Ставропольского края от 4 октября 2004 года № 88-кз «О наделении муниципальных образований Ставропольского края статусом городского, сельского поселения, городского округа, муниципального района».
С 1 мая 2017 года все муниципальные образования Петровского района объединены Петровский городской округ.

## Население
| 1989  | 2002  | 2010  | 2011  | 2012  | 2013  |
| ----- | ----- | ----- | ----- | ----- | ----- |
| 4712  | ↗5163 | ↘4324 | ↘4306 | ↘4192 | ↘4124 |
| 2014  | 2015  | 2016  | 2017  |       |       |
| ↘4095 | ↘4024 | ↘3998 | ↘3936 |       |       |

### Национальный состав
По итогам переписи населения 2010 года проживали следующие национальности (национальности менее 1 %, см. в сноске к строке "Другие"):
| Национальность | Численность | Процент |
| -------------- | ----------- | ------- |
| Русские        | 4103        | 94,89   |
| Другие         | 221         | 5,11    |
| Итого          | 4324        | 100,00  |

## Состав сельского поселения
До упразднения муниципального образования в состав его территории входили 3 населённых пункта:
| № | Населённый пункт | Тип населённого пункта       | Население |
| - | ---------------- | ---------------------------- | --------- |
| 1 | Высоцкое         | село, административный центр | ↘2071     |
| 2 | Козинка          | хутор                        | ↘20       |
| 3 | Ореховка         | село                         | ↘1319     |

## Местное самоуправление
Главы сельсовета
- с 4 марта 2012 года — Пичугин Александр Николаевич[1].